# Florence Sally Horner
Florence Sally Horner (18 de abril de 1937 — 18 de agosto de 1952) foi uma menina sequestrada por um molestador em série Frank La Salle em 1948.

## Sequestro
Em março de 1948, Sally Horner de 10 anos de idade tentou roubar um caderno de cinco centavos de um Woolworths em Camden, Nova Jersey. Frank La Salle, um mecânico de 50 anos de idade, pegou ela roubando, disse para ela que ele era um agente do FBI, e ameaçou enviar ela para uma escola reformatória ao menos que ela reportasse para ele periodicamente.
Em junho de 1948 ele sequestrou Horner. La Salle instruiu ela para contar a sua mãe que ele era o pai de duas amigas de sua escola e que ela tinha sido convidada em suas férias de família para a Jersey Shore. Ele gastou 21 meses viajando com ela em diferentes estados dos EUA. De acordo com as acusações mais tarde trazidas contra La Salle, foi durante esse período que ele estuprou ela repetidamente. Enquanto atendendo a escola em Dallas, Texas, Horner confidenciou seu segredo para uma amiga. Mais tarde, ela escapou de La Salle, e telefonou para sua irmã em casa, pedindo para ela para enviar o FBI. Quando preso em 22 de março de 1950 em San José, Califórnia, La Salle alegou que ele era o pai de Florence. Entretanto, autoridades em Nova Jersey confirmaram que o pai de Horner tinha morrido sete anos antes. La Salle foi julgado, condenado e sentenciado de 30 para 35 anos em prisão sob o Mann Act.

## Morte
Florence Horner morreu em um acidente de carro perto de Woodbine, Nova Jersey, em 18 de agosto de 1952. Como a Associated Press reportou em 20 de agosto de 1952: "Florence Sally Horner, de 15 anos de idade, de Camden, N.J., a menina que gastou 21 meses como a cativa de um ofensor moral de meia-idade uns poucos anos antes, foi morta em um acidente de estrada quando o carro em qual ela estava andando chocou com a parte traseira de um caminhão estacionado".